# Dinandougou
Dinandougou è un comune rurale del Mali facente parte del circondario di Koulikoro, nella regione omonima.
Il comune è composto da 29 nuclei abitati:
- Bakolé
- Banancoro
- Bougoucoro
- Bouramabougou
- Diaguinébougou
- Diècoungo
- Dinan-Bamanan
- Dinan-Marka
- Dioni
- Donéguébougou
- Doubala
- Fatiambougou
- Gossigo
- Gounando
- Kakoulé

- Kaliabougou
- Kamani
- Kassa
- Kénenkoun (centro principale)
- Mamadibougou
- Ouorongo
- Sassila
- Sirimou
- Tamato
- Tidiani-Tourébougou
- Tiècoungo
- Tiécourabougou-Est
- Tiécourabougou-Ouest
- Tierkéla